# Yves Milet-Desfougères
 (février 2024).
Si vous disposez d'ouvrages ou d'articles de référence ou si vous connaissez des sites web de qualité traitant du thème abordé ici, merci de compléter l'article en donnant les références utiles à sa vérifiabilité et en les liant à la section « Notes et références ».
Pour les articles homonymes, voir Milet (homonymie).
Yves Milet-Desfougères est un artiste-peintre et graveur français né le 4 septembre 1934 à Vierzon et mort le 18 février 2022 dans le 15e arrondissement de Paris.

## Biographie
Né en 1934 à Vierzon, il se passionne pour le dessin dès l'âge de seize ans et commence à peindre en étant fortement inspiré par Van Gogh. Il entre à l'école des beaux-arts d'Angers en 1950 et s'installe à Paris en 1952.
Il exécute des décors de théâtre et de vitraux. Très intéressé par le peintre Georges Matthieu, il lui rend visite et connaît une certaine déception.
En 1957, il détruit une grande partie de sa production de tableaux sombres dont il ne garde qu'un portrait.
Il se rapproche des surréalistes dans les années 1960 et fait la connaissance d'André Breton. 
Influencé par la peinture abstraite, le surréalisme, sans oublier la peinture allemande, flamande et hollandaise, il construit un style personnel de personnages verts oniriques.
En 1966, il se tourne vers la gravure. Sa première planche est un hommage à Bresdin. Cette expérience de la gravure modifie également son approche de la peinture.
Le rapport entre ses personnages organiques et la nature qui devient leur grand corps inorganique devient complexe, romantique et dialectique.
En 1982, il publie un recueil intitulé Apocalypse. Il illustre également divers ouvrages, dont Lokis de Prosper Mérimée (1983) et Hymnes à la Nuit du poète allemand Novalis (1984). Il publie Les Sept Paroles du Corbeau en 1989.
Yves Milet-Desfougères reçoit le prix Bresdin qui honore les grands graveurs de France.
Il meurt à Paris le 18 février 2022 et est inhumé au cimetière du Père-Lachaise.

## Œuvre
Son œuvre, largement figurative, se caractérise par une grande force imaginative, fantastique et onirique. Son style développé dès les années 1960 se rapproche parfois de celui du peintre Dado.

## Expositions et collections
- Rome, Galerie la Cour d'Ingres présentée par José Pierre en 1964
- Bruxelles, Studio 65, Bourges, Maison de la culture, Paris, galerie Jacques Desbrières en 1967
- Paris, Galerie Inna Salomon en 1968
- Dusseldorf, Gravure graphic salon en 1971
- Paris, Galerie la Cour d'Ingres en 1972
- Lyon, Galerie K en 1976
- Exposition itinérante dans les musées et centres culturels français organisée par Jacques Xuriguera
- Paris Galerie Claude Jory, Luxembourg, galerie Paul Bruck en 1979
- Paris, Galerie de L'Ermitage en 1982, 1987,1989 et 1995
- Paris Galerie Jean Max Estève en 2001/2004
- Montréal, Galerie Avalon en 2004/2005
- Exposition à l'USINE 106U, jusqu'au 30 avril 2007, 111 rue Roy Est à Montréal
- Bibliothèque littéraire Jacques Doucet : 5 lettres d'Yves Milet à André Breton. Paris, 30 avril 1962-19 février 1964
  - Lettre autographe signée
  - Dessin au crayon d'André Breton au verso d'une enveloppe
  - Legs André Breton
  - Contient aussi : 4 env.

## Œuvres dans les musées
- Dunkerque, Musée d'Art Contemporain
- Roquebrune[Laquelle ?], Musée municipal de l'estampe
- Saint Omer, Musée de l'hôtel Sandelin
- Paris, Bibliothèque Nationale